# Tabocuva (Pera glabrata)
Pera glabrata é uma árvore nativa de países da América do Sul. Ela é conhecida no Brasil pelos nomes populares na Região Sudeste como: cabeluda-do-mato, folha-miuda, sapateiro, tamanqueira e pau-de-sapateiro; na Região Nordeste como sete-casca e na Região Sul como: tabacuva, tabocuva e coração-de-bugre.

## Distribuição geográfica
Pera glabrata ocorre no Brasil, Bolívia, Colômbia, Guiana Francesa, Guiana, Peru, Suriname, e Venezuela. No Brasil ela ocorre nos biomas: Amazônia, Caatinga, Cerrado, Mata Atlântica em vegetações do tipo: áreas antrópicas, Cerrado (lato sensu), Floresta de Terra Firme, Floresta Estacional Decidual e Restinga.